# Hvidbroget ravn
Den hvidbrogede ravn (Corvus corax varius var. leucophaeus), eller hvítravnur på færøsk, var en speciel  ravnevariant på Færøerne. Den var kulsort, men med store hvide fjerpartier, dog tit iblandet enkelte sorte fjer. De bevarede hvidbrogede ravne er ikke helt ens i udseende, men de har alle hvide områder på hoved, vinger og bug.
Benene er ligeså sorte som hos den sorte ravn, men næbbet er lysere brunt. Den hvidbrogede ravn ser ud til muligvis at have været her fra middelalderen, og den er blevet beskrevet og tegnet flittigt gennem tiderne. Efterhånden som den blev skudt væk, og skindene solgt til samlere, kan man følge dens tilbagegang gennem skrevne kilder. 
Et dyr, der er så sjældent, at det kun forekommer i et ringe antal og i et lille, fjernt beliggende øland, vil naturligvis blive et oplagt samlerobjekt. Dette har været den hvidbrogede ravns skæbne, idet den blev skudt og solgt til udenlandske samlere. Bl.a. fortæller Niels á Botni, fugleudstopper, at sysselmand H.C. Müller i slutningen af 1800-tallet, betalte 2 rigsdaler for en skudt hvidbroget ravn fra Nólsoy. Se beretningen om Næbtold på Færøerne.
Den hvidbrogede form blev endvidere forfulgt af krager og andre fugle, og – ejendommeligt nok – endda af de sorte ravne (Ascanius 1767, s.45; Graba 1830, s.51; Holm 1848, s.478). Desuden var dens specielle arvelige egenskaber (gener) vigende, så antallet blev – alene af den grund – aldrig særlig stort. 
De sidste hvidbrogede ravne blev observeret følgende steder: Én den 2. november 1902 på Mykines, én blev set om efteråret 1916 dels i udmarken ved Velbastaður, dels på Koltur. Og endelig blev den hidtil sidste set på Nólsoy , både i snevinteren 1947 og igen sent i 1948. Senere eksemplarer kendes ikke og har næppe forekommet. På dette tidspunkt efter 2. verdenskrig har man været så opmærksom på denne form af ravnen, at det er usandsynligt, at yderligere observationer ikke ville være blevet registreret. 
Naturhistorisk Museum i Tórshavn (Náttúrugripasavnið) har lavet en særudstilling om den hvidbrogede ravn, og i den forbindelse har man prøvet at skaffe sig oplysninger om, hvor mange udstoppede hvidbrogede ravne der stadigvæk er tilbage i dag og hvor. Museet har selv en kopi af ravnen, lavet af konservatoren Jens Kjeldsen, Nólsoy.
Den Hvidbrogede ravn er derudover opbevaret eller udstillet følgende steder: København (6), New York (4), Uppsala (2), Leiden (1), Braunschweig (1) og Dresden (1).
Den hvidbrogede form er blevet separat navngivet af flere forfattere:
- Corvus versicolor Feroensis (Worm, 1655)
- Corvus Færöensis versicolor (Laverentzen, 1710)
- Corvus corax varius var. leucophaeus (Brünnich, 1764)
- Corvus variegatus Færøensis (Ascanius, 1767)
- Corvus leucophaeus (Vieillot, 1817)
- Corvus leucomelas (Wagler, 1827)

Nominatformen af ravn, Corvus corax corax (Linnaeus, 1758) er udbredt over det meste af Nordamerika, Europa (inkl. Skandinavien) og Asien. Den specielle grønlandske underart betegnes Corvus corax principalis (Ridgway). Den islandske variant, Corvus corax islandicus (Hantsch), er ifølge Finn Salomonsen identisk med den færøske underart, Corvus corax varius.